# SC Riessersee

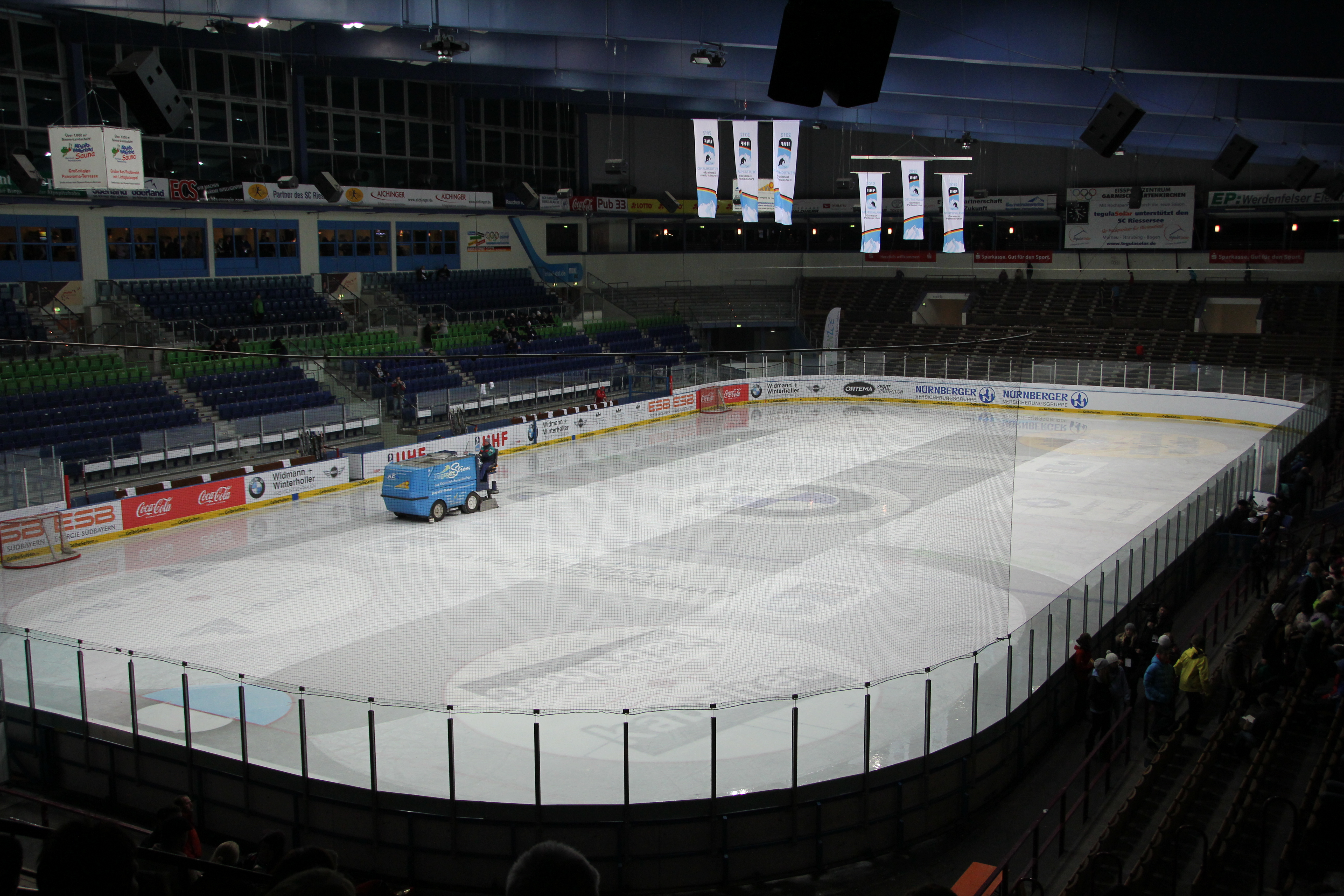
Innenansicht des Olympia-Eisstadions

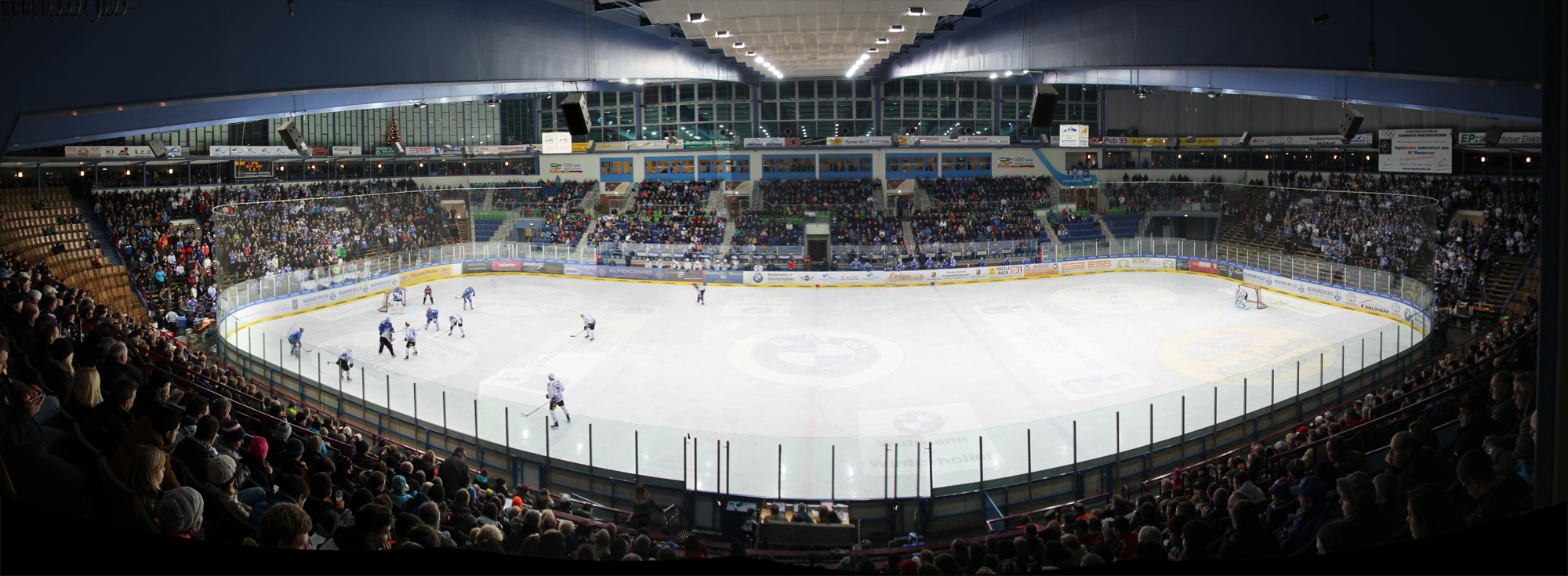
Panorama-Innenansicht des Olympia-Eissport-Zentrums Garmisch-Partenkirchen

Der Sportclub Riessersee ist ein deutscher Sportverein aus Garmisch-Partenkirchen, der besonders durch seine Eishockeyabteilung bekannt ist, die zwischen 1927 und 1981 zehn Mal Deutscher Meister wurde. Weiterhin brachte die Bob- und Schlittenabteilung mehrere Olympiasieger und Weltmeister hervor. Die Eishockey-Profimannschaft ist seit 1995/96 in die SC Riessersee Eishockey Vermarktungs GmbH ausgegliedert. Beim Stammverein sind hingegen die Nachwuchsarbeit, die Damenmannschaft und die Amateurmannschaft angesiedelt. Ihre Heimspiele tragen die Mannschaften des SC Riessersee im Olympia-Eissport-Zentrum aus, welches Platz für 7000 Zuschauer bietet. Die Vereinsfarben sind weiß und blau.
Die GmbH überstand im Sommer 2004 zum zweiten Mal nach 2002 ein Insolvenzverfahren und wurde – nach ihrem Lizenzentzug im Dezember 2003 für die 2. Bundesliga – in die Oberliga aufgenommen. Ab der Saison 2007/08 gehörte der SC Riessersee wieder der 2. Bundesliga an, war anschließend nach erneutem Lizenzentzug in der Saison 2010/11 in der Oberliga aktiv und stieg zur Saison 2011/12 in die 2. Bundesliga (später DEL2) auf. Nach einer weiteren Insolvenz spielt er seit 2018 wieder in der Oberliga Süd.

## Geschichte

### Anfangsjahre (1920 bis 1945)
| Saison                          | Vorrunde                                             | Finalrunde                                           |
| ------------------------------- | ---------------------------------------------------- | ---------------------------------------------------- |
| 1923/24                         | –                                                    | Vizemeister                                          |
| 1924/25                         | –                                                    | Vizemeister                                          |
| 1925/26                         | –                                                    | Halbfinale                                           |
| 1926/27                         | 1. Platz                                             | Meister                                              |
| 1927/28                         | 1. Platz                                             | Vizemeister                                          |
| 1928/29                         | 1. Platz                                             | Vizemeister                                          |
| 1929/30                         | 2. Platz                                             | 4. Platz                                             |
| 1930/31                         | 2. Platz                                             | unbekannt                                            |
| 1931/32                         | –                                                    | Vizemeister                                          |
| 1932/33                         | 1. Platz                                             | Vizemeister                                          |
| 1933/34                         | –                                                    | Vizemeister                                          |
| 1934/35                         | 1. Platz                                             | Meister                                              |
| 1935/36                         | –                                                    | Vizemeister                                          |
| 1936/37                         | 1. Platz                                             | Vizemeister                                          |
| 1937/38                         | 1. Platz                                             | Meister                                              |
| 1938/39                         | 1. Platz                                             | Disqualifizierung                                    |
| 1939/40                         | 2. Platz                                             | 3. Platz                                             |
| 1940/41                         | 1. Platz                                             | Meister                                              |
| 1941/42                         | 1. Platz                                             | Meister Gr. D                                        |
| 1942/43                         | –                                                    | Finale                                               |
| 1943/44                         | –                                                    | –                                                    |
| Statistik 1924–1944             |                                                      |                                                      |
| Meistertitel                    | 1927, 1935, 1938, 1941                               | 1927, 1935, 1938, 1941                               |
| Vizemeister                     | 1924, 1925, 1928, 1929, 1932, 1933, 1934, 1936, 1937 | 1924, 1925, 1928, 1929, 1932, 1933, 1934, 1936, 1937 |
| Spiele                          | 68                                                   | 68                                                   |
| Punkte                          | 97:39                                                | 97:39                                                |
| Tore                            | 242:67                                               | 242:67                                               |
| Siege Unentschieden Niederlagen | 46 17 5                                              | 46 17 5                                              |

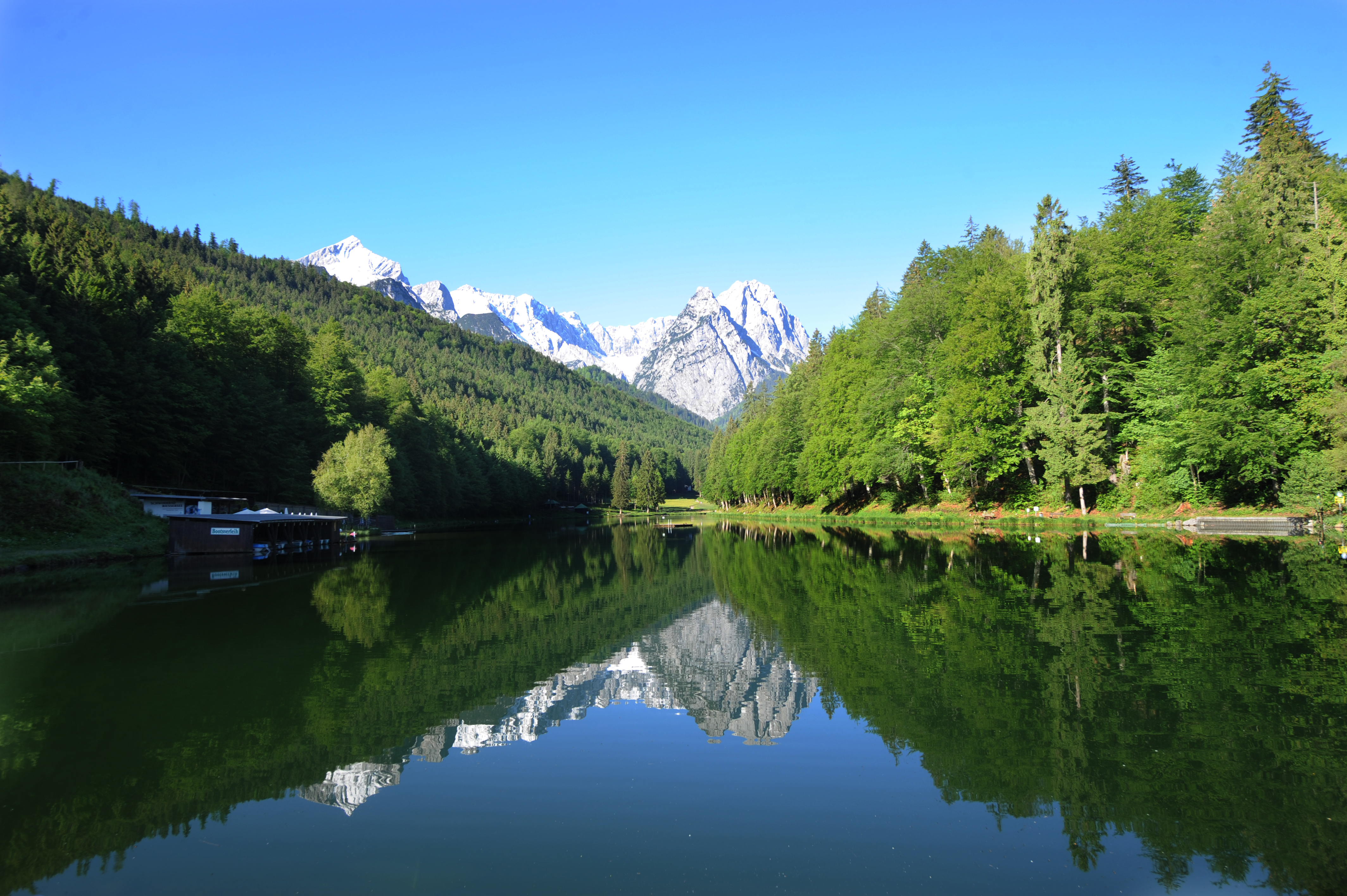
Spielstätte in den ersten Jahren: Der Rießersee.

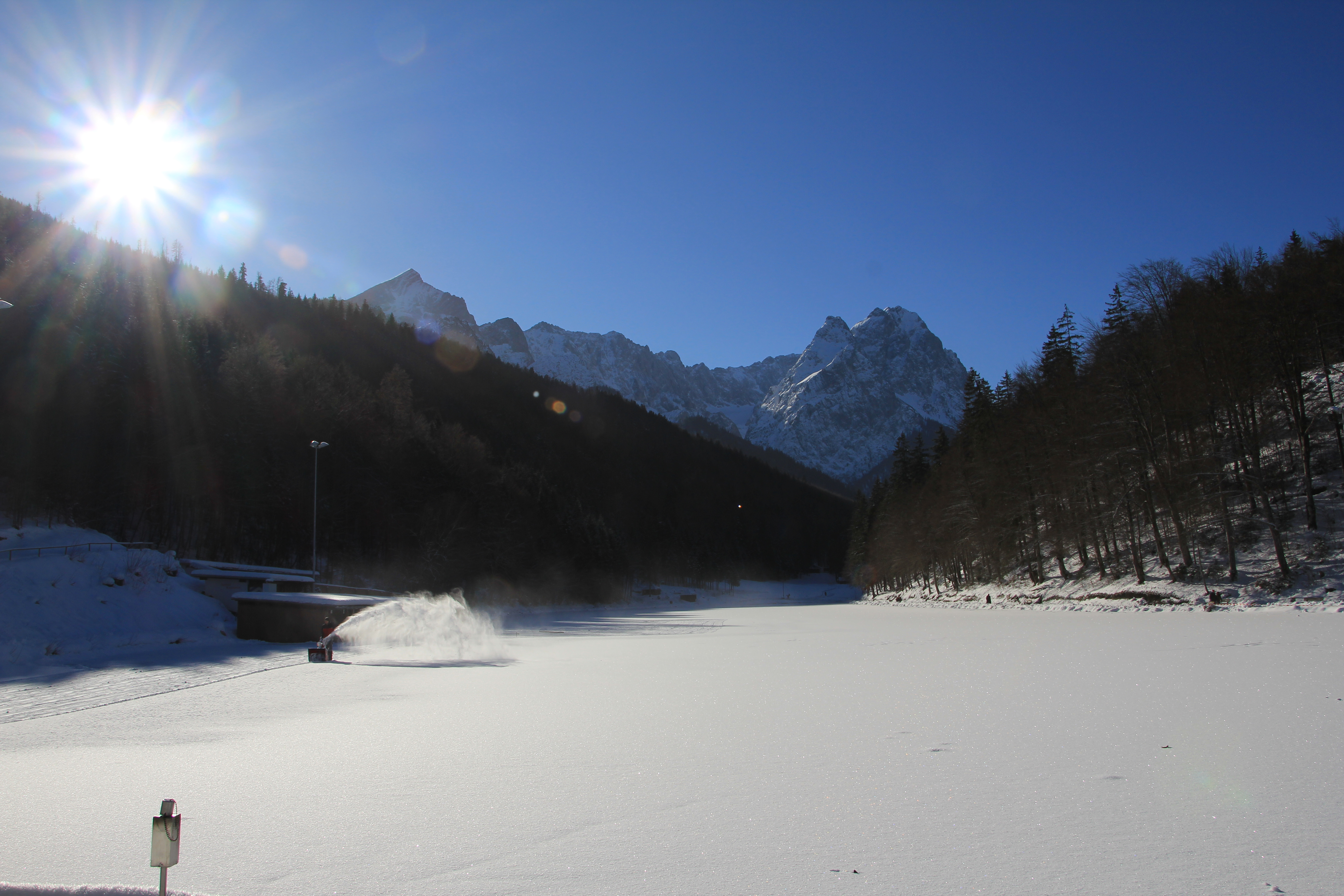
Rießersee im Januar 2012 – erste Vorbereitungen zum 2. Pond Hockey Cup.

Der Sportclub Riessersee wurde am 12. Oktober 1920 im Luxushotel Riessersee gegründet. Initiatoren waren Hansheinrich Kirchgeßner, Wilhelm von Hillern-Flensch – welcher zum ersten Vorsitzenden gewählt wurde – sowie der Besitzer des Hotels, Leonhard Buchwieser, die unter dem Dach des SC die Sportarten Bobsleigh, Eishockey, Eislauf, Eisschießen, -schnelllauf und -tanz sowie Golf, Hockey und Tennis organisierten. Buchwieser stellte hierbei alle bestehenden Sportanlagen rund um den Riessersee an den Verein und am 10. Februar 1922 erfolgte der Eintrag in das Vereinsregister, bei dem bewusst auf die involvierten Ortsteile Garmisch und Partenkirchen im Vereinsnamen verzichtet wurde. Bereits im ersten Jahr verzeichnete der Club 87 Mitglieder.

„Mit dem 1. Jannar 1921 übernimmt der Sportclub Rießersee sämtliche am Rießersee und an den Rießerhängen (nordhängen des Kreuzeckgeländes) gelegene Sportanlagen, Bahnen und Plätze in eigene Verwaltung, deren Unterhaltung, Neuerstellung, sowie das Protektorat über die sportlich-technischen und gesellschaftlichen Veranstaltungen.“

Von Franz Kreisel und Karl Neustifter wurde am 23. Dezember 1923 nach dem Übertritt vieler Spieler des MTV München von 1879 und den MEV 1883 München die Eishockey-Abteilung gegründet. Bereits am 13. Januar des darauffolgenden Jahres erfolgte das erste Spiel gegen den MTV München, aus dem die Mannschaft von der Zugspitze mit 2:1 siegreich hervorging und einen gestifteten Pokal gewann. Nach der Auflösung der Eishockeyabteilung des MTV und dem Beitritt der Spieler zum SCR trat die Mannschaft 1924 erstmals bei internationalen Turnieren und um die deutsche Meisterschaft an. Dabei wurden die Oberbayern hinter dem Berliner Schlittschuhclub nationaler Vizemeister.
| Aufstellung bei der ersten deutschen Meisterschaft                                                                            |
| Matthias Leis • Hans Schmid • Franz Kreisel • Alex Gruber • Martin Schröttle • Emil Rau • Marquard Slevogt • Fritz Rammelmayr |

Neben den parallel stattfindenden Bayerischen Meisterschaften und dessen Gewinn durch die zweite Mannschaft fand am 6. Februar 1927 die deutsche Meisterschaft am Kobelhang in Füssen statt, bei der der SC Riessersee im Finale den SC Charlottenburg mit 2:1 besiegte und damit den ersten deutschen Meistertitel gewann. Im Dezember 1927 nahm die Mannschaft des SCR am Spengler Cup in Davos teil, wo sie in der Vorrunde auf die University of Oxford (1:0) und den Berliner Schlittschuhclub (1:2 n. V.) traf und sich für das Spiel um Platz 3 qualifizierte. Dort unterlag sie der Mannschaft aus Cambridge mit 1:2.
Gleichzeitig stellten die Garmisch-Partenkirchener einen Großteil der nationalen Auswahlspieler, die an Olympia- und Weltmeisterschaften teilnahmen. Im weiteren Verlauf der deutschen Meisterschaft belegte die Mannschaft 1928 sowie ein Jahr später den zweiten Rang hinter dem damaligen „Dauerrivalen“ Berliner Schlittschuhclub. Das Jahr 1930 stellte den vorläufigen Höhepunkt des deutschen Eishockeys dar. Nach dem Gewinn der Bayerischen Meisterschaft über den EV Füssen vertraten vier Spieler des SC Riessersee die deutsche Auswahl, welche den Europameistertitel und die Vizeweltmeisterschaft errungen. Die nationale Meisterschaft wurde 1932 auf dem Riessersee ausgetragen, konnte jedoch aufgrund der Witterungsbedingungen nicht zu Ende geführt werden. Das Ergebnis des „kleinen Finales“ im Spiel um Platz drei zwischen dem SCR und dem Münchner Eislauf-Verein ist unbekannt.
Im Olympiajahr 1932 – so gewannen sechs einheimische Spieler bei den Olympischen Spielen 1932 in Lake Placid mit der deutschen Nationalmannschaft die Bronzemedaille – wurde die Mannschaft erneut durch Spieler des MEV 1883 München verstärkt und wurde Vizemeister. Durch die Eröffnung einer Kunsteisbahn in München stand den Spielern nun auch eine regelmäßige Trainingsstätte zur Verfügung. Durch die nationalen Erfolge und den positiven Ruf des Vereins kam es am 31. Dezember 1931 im Rahmen der „Tour of Europe“ zu einem freundschaftlichen Aufeinandertreffen mit den Edmonton Superiors, einem damals erfolgreichem Team aus Kanada. Im Finale der deutschen Meisterschaft standen sich auf der Glaspalast-Bahn in München erneut der BSC und der SC Riessersee gegenüber. Das Spiel endete mit 2:1 nach Verlängerung, wurde allerdings aufgrund eines Torrichterfehlers annulliert und konnte wegen des einsetzenden Tauwetters zunächst nicht wiederholt werden. Erst Anfang der folgenden Saison gab es ein Nachholspiel im neugebauten Prinzregentenstadion in München, welches die Berliner mit 1:0 gewannen und die Oberbayern damit zum fünften Mal Vizemeister wurden. Dies wiederholte sich im darauf folgenden Jahr, als sich die Mannschaft wieder im Endspiel dem SC Brandenburg-Berlin geschlagen geben musste.
Im Dezember 1934 fanden zum ersten Mal Eishockeyspiele im Olympiastadion statt. Der erste Gegner hierbei war der HC Milano. In der deutschen Meisterschaft belegte der SCR nach der Vorrunde den ersten Platz und besiegte am 17. Februar 1935 den EV Füssen mit 2:1 und wurde damit zum zweiten Mal Deutscher Meister. Nach dem bayerischen Meistertitel 1937 zwei weiteren deutschen Vizemeistertiteln errang der Verein 1938 wieder im heimischen Olympiastadion die Meisterschaft. Im Jahr darauf wurde der SCR vom Gauführer XVI des NSRL wegen unsportlichen Verhaltens anlässlich eines Spieles beim Drei-Städtewettkampf Berlin–München–Wien disqualifiziert und durfte nach einem ersten Platz nach der Vorrunde nicht in der Endrunde im Berliner Sportpalast teilnehmen. Trotz Kriegsbeginn wurden im Winter 1939/40 weiterhin sportliche Wettkämpfe ausgetragen. Neben der „5. Internationalen Wintersportwoche“ erreichten die Garmisch-Partenkirchener den dritten Platz in der Finalrunde um die deutsche Meisterschaft. Unter dem späteren Reichstrainer Bobby Bell wurde der SCR 1941 zum vierten Mal zur besten deutschen Vereinsmannschaft gekürt, nachdem die Mannschaft zunächst die Bayerische Meisterschaft gewonnen hatte. In den Folgejahren wurden die Finalrunden jeweils nur bis zum Halbfinale gespielt, da viele Mannschaften aufgrund der Kriegsereignisse und -einberufungen mit Aufstellungsschwierigkeiten zu kämpfen hatten. Am 4. August 1944 gab der Nationalsozialistische Reichsbund für Leibesübungen schließlich bekannt, dass die Reichsmeisterschaften im deutschen Sport eingestellt werden und somit in den letzten Kriegsmonaten keine Sportwettbewerbe mehr ausgetragen wurden. Damit kam zunächst auch das Eishockey unter der Zugspitze zum Erliegen.

### Anknüpfen an frühere Erfolge (1945 bis 1982)
| Saison              | Liga                               | Klasse                             | Finalrunde                         |
| ------------------- | ---------------------------------- | ---------------------------------- | ---------------------------------- |
| 1946/47             | –                                  | I                                  | Meister                            |
| 1947/48             | –                                  | I                                  | Meister                            |
| 1948/49             | OL                                 | I                                  | 3. Platz                           |
| 1949/50             | OL                                 | I                                  | Meister                            |
| 1950/51             | OL                                 | I                                  | 3. Platz                           |
| 1951/52             | OL                                 | I                                  | 2. Platz                           |
| 1952/53             | OL                                 | I                                  | 2. Platz                           |
| 1953/54             | OL                                 | I                                  | 5. Platz                           |
| 1954/55             | OL                                 | I                                  | 3. Platz                           |
| 1955/56             | OL                                 | I                                  | 2. Platz                           |
| 1956/57             | OL                                 | I                                  | 2. Platz                           |
| 1957/58             | OL                                 | I                                  | 2. Platz                           |
| 1958/59             | BL                                 | I                                  | 4. Platz                           |
| 1959/60             | BL                                 | I                                  | Meister                            |
| 1960/61             | BL                                 | I                                  | 3. Platz                           |
| 1961/62             | BL                                 | I                                  | 3. Platz                           |
| 1962/63             | BL                                 | I                                  | 4. Platz                           |
| 1963/64             | BL                                 | I                                  | 3. Platz                           |
| 1964/65             | BL                                 | I                                  | 5. Platz                           |
| 1965/66             | BL                                 | I                                  | 6. Platz                           |
| 1966/67             | BL                                 | I                                  | 7. Platz                           |
| 1967/68             | OL                                 | I I                                | OL-Meister                         |
| 1968/69             | BL                                 | I                                  | 9. Platz                           |
| 1969/70             | BL                                 | I                                  | 3. Platz                           |
| 1970/71             | BL                                 | I                                  | 5. Platz                           |
| 1971/72             | BL                                 | I                                  | 3. Platz                           |
| 1972/73             | BL                                 | I                                  | 5. Platz                           |
| 1973/74             | BL                                 | I                                  | 6. Platz                           |
| 1974/75             | BL                                 | I                                  | 8. Platz                           |
| 1975/76             | BL                                 | I                                  | 9. Platz                           |
| 1976/77             | BL                                 | I                                  | 7. Platz                           |
| 1977/78             | BL                                 | I                                  | Meister                            |
| 1978/79             | BL                                 | I                                  | 2. Platz                           |
| 1979/80             | BL                                 | I                                  | 3. Platz                           |
| 1980/81             | BL                                 | I                                  | Meister                            |
| 1981/82             | BL                                 | I                                  | 5. Platz                           |
| Statistik 1947–1982 |                                    |                                    |                                    |
| Meistertitel        | 1947, 1948, 1950, 1960, 1978, 1981 | 1947, 1948, 1950, 1960, 1978, 1981 | 1947, 1948, 1950, 1960, 1978, 1981 |
| Vizemeister         | 1952, 1953, 1956, 1957, 1958, 1979 | 1952, 1953, 1956, 1957, 1958, 1979 | 1952, 1953, 1956, 1957, 1958, 1979 |
| Spiele              | 866                                | 866                                | 866                                |
| Punkte              | 1053:699                           | 1053:699                           | 1053:699                           |
| Tore                | 4213:3105                          | 4213:3105                          | 4213:3105                          |

Nach dem Zweiten Weltkrieg gab es erst wieder im November 1946 eine zunächst „Inoffizielle deutsche Meisterschaft“, bei der der SC Riessersee teilnahm. Zur regulären Saison kam Gustav Jaenecke zum SCR, der das Team 1947 zur ersten deutschen Meisterschaft nach dem Krieg führte, als das Endspiel gegen den Berliner Schlittschuhclub mit 10:1 gewonnen wurde. Ein Jahr später konnte die Meisterschaft erneut errungen werden. In dieser Spielzeit traten zwei Mannschaften aus Garmisch-Partenkirchen an, der SCR München und der SCR Garmisch-Partenkirchen, welche auch das Auftaktspiel in die Saison bestritten. Im Sommer 1948 wurde die eingleisige Oberliga gegründet und in der zweiten Oberligasaison konnte sowohl die Senioren- als auch die Juniorenmannschaft die deutsche Meisterschaft gewinnen. In einem vorentscheidenden Spiel der Saison 1951/52 gewann der SCR zunächst das Spiel gegen den Rivalen Preussen Krefeld mit 6:5, allerdings legten die Rheinländer wegen eines irregulären Treffers Protest ein und es musste am Saisonende ein Entscheidungsspiel zwischen beiden Mannschaften geben, welches die Krefelder letztlich gewannen.
| Gründungsmitglieder der Eishockey-Bundesliga                                                                                               |
| SC Riessersee • EV Füssen • EC Bad Tölz • Mannheimer ERC • Preussen Krefeld • Krefelder EV • Düsseldorfer EG • EG SC Weßling/TSV Starnberg |

Aufgrund der guten Jugendarbeit des Vereins wechselten in den kommenden Spielzeiten zahlreiche Talente zu Konkurrenzvereinen und schwächten damit die eigene Mannschaft. So gewann der SCR erst 1960 die nächste Meisterschaft, nachdem man sich in den Jahren zuvor mehrfach dem damals dominierenden EV Füssen hatte geschlagen geben müssen. 1958/59 wurde die Eishockey-Bundesliga gegründet, bei der Riessersee eines der Gründungsmitglieder war. Nach der Vorrunde stand die Mannschaft auf dem dritten Platz, kam jedoch in der Endrunde nur auf den vierten Platz. Nach der Saison wechselte der Leistungsträger und die „lebende Legende“ Toni Biersack nach zwölf Jahren Vereinszugehörigkeit zur SG Nürnberg. 1968 erreichte das Team die deutsche Zweitliga-Meisterschaft (Oberliga).
Erst in der Saison 1977/78 wurde die Mannschaft erneut Deutscher Meister, als der SCR nach einem zweiten Platz in der Hauptrunde, den bisher führenden Kölner EC noch überholen konnte. In der Saison 1978/79 wurde der SCR zum 15. Mal Deutscher Vizemeister (deutscher Rekord). Der bislang letzte Meistertitel der Garmisch-Partenkirchener folgte 1981. In einer knappen Play-off-Finalserie schlug der SC Riessersee unter Trainer Jano Starsi die Düsseldorfer EG mit 2:1 Siegen.

### Wirtschaftliche Probleme und Abstieg (1982 bis 1994)
| Saison              | Liga      | Klasse    | Vorrunde  | Finalrunde   |
| ------------------- | --------- | --------- | --------- | ------------ |
| 1982/83             | 1. BL     | I         | 7. Platz  | keine        |
| 1983/84             | 1. BL     | I         | 10. Platz | 2. Platz /R↓ |
| 1984/85             | 1. BL     | I         | 9. Platz  | 1. Platz /R↓ |
| 1985/86             | 1. BL     | I         | 9. Platz  | 2. Platz /R↓ |
| 1986/87             | 1. BL     | I         | 10. Platz | keine        |
| 1987/88             | 2. BL     | I I       | 7. Platz  | 3. Platz     |
| 1988/89             | 2. BL     | I I       | 8. Platz  | 3. Platz     |
| 1989/90             | 2. BL     | I I       | 8. Platz  | 1. Platz /R↓ |
| 1990/91             | 2. BL     | I I       | 5. Platz  | 6. Platz     |
| 1991/92             | 2. BL     | I I       | 4. Platz  | 8. Platz     |
| 1992/93             | 2. BL     | I I       | 11. Platz | Abstieg R↓   |
| 1993/94             | OL        | I I I     | 12. Platz | 2. Platz /R↓ |
| Statistik 1982–1994 |           |           |           |              |
| Meistertitel        | keine     | keine     | keine     | keine        |
| Vizemeister         | keine     | keine     | keine     | keine        |
| Spiele              | 483       | 483       | 483       | 483          |
| Punkte              | 465:687   | 465:687   | 465:687   | 465:687      |
| Tore                | 2327:2792 | 2327:2792 | 2327:2792 | 2327:2792    |

In der Europapokal-Saison 1981/82 erreichte der SCR mit dem dritten Platz den größten internationalen Erfolg der Vereinsgeschichte. 1982 wurde die Profimannschaft aus wirtschaftlichen Gründen vom Stammverein abgespalten. Nach fünf weiteren Bundesligajahren, in denen die Klasse dreimal erst in der Relegationsrunde gesichert wurde, erfolgte 1987 der Abstieg in die 2. Bundesliga. Als Gründungsmitglied von Ober- und Bundesliga war der SCR bis zu diesem Zeitpunkt mit Ausnahme der Saison 1967/68 bis zum Abstieg 1987 immer in der höchsten Spielklasse vertreten. Aufgrund der finanziellen Probleme durch den Abstieg musste der Verein schließlich Konkurs anmelden, sodass die Erste Mannschaft drei Jahre lang unter Konkursverwaltung und dem Zusatz i.K. am Spielbetrieb der zweiten Liga teilnahm. 1993 wurde schließlich der Klassenerhalt in der 2. Bundesliga verpasst, sodass der SC Riessersee im folgenden Jahr in der Oberliga antreten musste.

### DEL und erneute Insolvenz (1994 bis 1998)
| Saison              | Liga    | Klasse  | Vorrunde  | Finalrunde  |
| ------------------- | ------- | ------- | --------- | ----------- |
| 1994/95             | 2. BL   | I I     | 1. Platz  | HF/Aufstieg |
| 1995/96             | DEL     | I       | 14. Platz | Abstieg     |
| 1996/97             | 2. BL   | I I     | 10. Platz | Alpencup    |
| 1997/98             | 2. BL   | I I     | 6. Platz  | 9. Platz    |
| Statistik 1994–1998 |         |         |           |             |
| Meistertitel        | keine   | keine   | keine     | keine       |
| Vizemeister         | keine   | keine   | keine     | keine       |
| Spiele              | 208     | 208     | 208       | 208         |
| Punkte              | 247:209 | 247:209 | 247:209   | 247:209     |
| Tore                | 835:745 | 835:745 | 835:745   | 835:745     |

Bei der Neueinteilung der Ligen mit der Einführung der Deutschen Eishockey Liga im Jahr 1994 wurde der SC Riessersee wieder in die zweite Spielklasse, die inzwischen den Namen „1. Liga“ trug, eingestuft. Durch die Einstellung des Spielbetriebs der Maddogs München im Dezember 1994 wurde ein Platz in der folgenden DEL-Saison frei. Da der sportlich qualifizierte EHC Freiburg ebenso wie der Nachrücker ETC Timmendorfer Strand auf eine mögliche Aufnahme verzichteten, konnte der SC Riessersee in die DEL nachrücken, nachdem der Unternehmer Thomas Fahlenbach, welcher zu Beginn der Saison beim SC Riessersee eingestiegen war, die entsprechende Lizenz käuflich erworben hatte.
Daraufhin wurde die Profimannschaft unter Führung des Unternehmers Thomas Fahlenbach zur finanziellen Absicherung in die SC Riessersee Eishockey-Vermarktungsgesellschaft mbH ausgelagert, dennoch musste sich die Mannschaft am Saisonende aus wirtschaftlichen Gründen aus der DEL zurückziehen, da Fahlenbach zwar rund 700.000 DM in dieser Saison in den SC Riessersee investierte, aber aufgrund mangelnder Anerkennung im März 1996 beim SC Riessersee ausstieg, was die kommenden wirtschaftlichen Probleme zur Folge hatte. Das Team erreichte noch das Play-off-Achtelfinale, aber die wirtschaftlichen Verhältnisse durch den Ausstieg von Fahlenbach waren so schlecht, dass die GmbH zum ersten Mal in ihrer Geschichte in Insolvenz gehen musste. Im folgenden Jahr nahm der SCR wieder am Spielbetrieb der 1. Liga Süd teil, wo er im ersten Spieljahr zwar die Play-offs verpasste, aber den zwischen dem Neunt- und Zehntplatzierten ausgespielten „Alpenpokal“ gegen den ES Weißwasser gewinnen konnte.

### Gründungsmitglied der 2. Bundesliga (1998 bis 2004)
| Saison              | Liga    | Vorrunde  | Finalrunde      |         |
| ------------------- | ------- | --------- | --------------- | ------- |
| 1998/99             | 2. BL   | 8. Platz  | Viertelfinale   |         |
| 1999/00             | 2. BL   | 9. Platz  | 11. Platz       |         |
| 2000/01             | 2. BL   | 6. Platz  | Viertelfinale   |         |
| 2001/02             | 2. BL   | 13. Platz | 3. Platz / AR ↓ |         |
| 2002/03             | 2. BL   | 3. Platz  | Finale          |         |
| 2003/04             | 2. BL   | 14. Platz | Rückzug ↓       |         |
| Statistik 1998–2004 |         |           |                 |         |
| Meistertitel        | keine   | keine     | keine           | keine   |
| Vizemeister         | keine   | keine     | keine           | keine   |
| Spiele              | 289     | 289       | 289             | 289     |
| Punkte              | 389:421 | 389:421   | 389:421         | 389:421 |
| Tore                | 898:960 | 898:960   | 898:960         | 898:960 |

1998 war der SC Riessersee Gründungsmitglied der neuen 2. Bundesliga, die zunächst noch eine Spielzeit lang unter dem Namen Bundesliga ausgetragen wurde. Mit der Auslagerung der Organisation des Spielbetriebs der Liga aus dem Deutschen Eishockey-Bund in die Eishockeyspielbetriebsgesellschaft wurde die GmbH anstelle des Vereins offizieller Lizenznehmer. Im Jahr 2002 stiegen der Unternehmer und Self-Made Millionär Horst Lasse (der in seiner Kindheit beim SC Riessersee spielte) und seine Frau Sybil Danning nach Werben durch den damaligen Geschäftsführer Nominikat als vermeintliche Gesellschafter ein. Dieses Intermezzo endete allerdings bereits kurz nach dem Ausstieg des Managers Peppi Heiß im Frühling 2003. 2002 und 2003/04 musste die GmbH erneut jeweils ein Insolvenzverfahren durchlaufen. In dieser Zeit wurden die Kölner Haie Mitgesellschafter der Spielbetriebs-GmbH. Sportlich erreichte der SCR in der Saison 2002/03 das Finale um die Zweitligameisterschaft, scheiterte dort aber am späteren DEL-Aufsteiger Wölfe Freiburg. Von der Saison 2003/04 wurde die Mannschaft im Dezember 2003 ausgeschlossen, im gleichen Monat wurde ein Insolvenzantrag gestellt, der zum erwähnten Verfahren im Jahr 2004 führte.

### Neubeginn, Auf- und Abstiege (2004–2017)
| Saison              | Liga      | Klasse    | Vorrunde  | Finalrunde      |
| ------------------- | --------- | --------- | --------- | --------------- |
| 2004/05             | OL        | I I I     | 7. Platz  | 2. Platz / AR ↓ |
| 2005/06             | OL        | I I I     | 7. Platz  | Halbfinale      |
| 2006/07             | OL        | I I I     | 1. Platz  | Halbfinale      |
| 2007/08             | 2. BL     | I I       | 5. Platz  | Viertelfinale   |
| 2008/09             | 2. BL     | I I       | 11. Platz | Viertelfinale   |
| 2009/10             | 2. BL     | I I       | 7. Platz  | 9./Rückszug ↓   |
| 2010/11             | OL        | I I I     | 2. Platz  | Meister         |
| 2011/12             | 2. BL     | I I       | 12. Platz | 4. Platz/AR ↓   |
| 2012/13             | 2. BL     | I I       | 13. Platz | Klassenerhalt   |
| 2013/14             | DEL2      | I I       | 6. Platz  | Viertelfinale   |
| 2014/15             | DEL2      | I I       | 7. Platz  | Pre-Playoffs    |
| 2015/16             | DEL2      | I I       | 9. Platz  | Pre-Playoffs    |
| 2016/17             | DEL2      | I I       | 9. Platz  | Pre-Playoffs    |
| 2017/18             | DEL2      | I I       | 1. Platz  | Vizemeister     |
| 2018/19             | OL/S      | I I I     | 4. Platz  | PD 1. Gr. A     |
| 2019/20             | OL/S      | I I I     | 3. Platz  | PO abgesagt     |
| 2020/21             | OL/S      | I I I     | 5. Platz  | PO-VF           |
| 2021/22             | OL/S      | I I I     | 7. Platz  | PO-AF           |
| 2022/23             | OL/S      | I I I     | 4. Platz  | PO-VF           |
| 2023/24             | OL/S      | I I I     | 5. Platz  | PO-AF           |
| 2024/25             | OL/S      | I I I     | 8. Platz  | PO-AF           |
| Statistik 2004–2016 |           |           |           |                 |
| Meistertitel        | keine     | keine     | keine     | keine           |
| Vizemeister         | keine     | keine     | keine     | keine           |
| Spiele              | 642       | 642       | 642       | 642             |
| Punkte              | 934:870   | 934:870   | 934:870   | 934:870         |
| Tore                | 2121:2011 | 2121:2011 | 2121:2011 | 2121:2011       |

Nach dem Insolvenzantrag 2004 und der Rettung durch Garmisch-Partenkircheners Bürgermeister Thomas Schmid, den Insolvenzverwalter Martin Prager sowie den neuen Geschäftsführers Ralph Bader wurde die Mannschaft zwar aus der zweiten Liga ausgeschlossen, konnte aber einen Etat für das folgende Spieljahr in der Oberliga stellen, wo der Klassenerhalt erst in der Abstiegsrunde gesichert werden konnte. In der Saison 2005/06 erreichte der SC Riessersee zwar die Play-offs, scheiterte dort aber bereits im Halbfinale am EV Ravensburg. Im Sommer 2006 übernahm der Alleingesellschafter der Nürnberg Ice Tigers, Günther Hertel, die noch nicht von ihm gehaltenen Anteile an der GmbH, die damit eine Kooperation mit den Ice Tigers eingegangen hat.
Im Laufe der Saison 2006/07 gelang es der Mannschaft, die Vorrunde als Erster zu beenden und das Play-off-Viertelfinale gegen den EC Peiting mit 4:1-Siegen zu gewinnen. Im entscheidenden Halbfinale um den Aufstieg in die 2. Bundesliga unterlag die Mannschaft jedoch erneut dem EV Ravensburg. Da allerdings die Grizzly Adams Wolfsburg durch den Gewinn der Zweitligameisterschaft den Aufstieg in die Deutsche Eishockey Liga schafften, durfte der SC Riessersee als Nachrücker in die 2. Bundesliga aufsteigen. Sowohl in der Saison 2007/08, als auch in der 2008/09 erreichte der SCR die Play-offs und scheiterte dort jeweils im Viertelfinale.
Im Frühling 2009 entging die GmbH nur knapp einer weiteren Insolvenz, welche durch eine Zuwendung von Seiten des Unternehmers Marcus Wolsdorf abgewendet wurde. Aufgrund der finanziellen Lage wurde dem Verein Anfang Juni 2010 die Lizenz für die 2. Bundesliga verweigert und er stieg in die Oberliga Süd ab. Im Frühling 2011 gewann der SC Riessersee die Finalserie der Oberliga gegen den EHC Klostersee in nur zwei Spielen und gewann damit den ersten Titel seit 1981.
Durch den sportlichen Aufstieg mussten auch finanziell die Weichen für die 2. Bundesliga gestellt werden. Die dafür nötigen finanziellen Mittel wurden im letzten Moment aufgetrieben. Der seit 2006 im Amt des Assistenztrainers befindliche Hartelt gab mit dem Aufstieg des SC Riessersee seinen Ruhestand bekannt. Sein Nachfolger würde Anfang August der ehemalige Verteidiger Andreas Raubal. Er war der vierte Trainer (nach Jozef Golonka, Vladimír Dzurilla und Marcus Bleicher) der Vereinsgeschichte, der seine letzte Saison beim SC Riessersee spielte und darauf als Trainer zuerst dort anheuerte. Ende August 2011 trat Marcus Bleicher, Meistertrainer der Saison 2010/11, nach nur einem Testspiel von seinem Traineramt mit sofortiger Wirkung zurück, da es zu Meinungsverschiedenheiten zwischen ihm und Geschäftsführer Ralph Bader kam. Neuer Trainer wurde Zdeněk Trávníček. Am vorletzten Spieltag der Abstiegsrunde konnte der SC Riessersee nach einem 2:3 n. V. gegen den ETC Crimmitschau vorzeitig den Klassenerhalt in der 2. Bundesliga sichern. Am 26. April 2012 wurde bekannt gegeben, dass der Vertrag von Trainer Zdeněk Trávníček nicht verlängert wird. Als Grund wurden diverse Differenzen genannt, die den Geschäftsführer Ralph Bader zu dieser Entscheidung bewegten. Am 1. Mai wurde Axel Kammerer als neuer Trainer des SC Riessersee vorgestellt.
Anfang Oktober 2012 bemühte sich Geschäftsführer Ralph Bader, bedingt durch den Lockout in der NHL, um ausgesperrte NHL-Spieler. Hierzu stellte er Kontakt mit dem Spieleragent Steve Bartlett, Vater des ehemaligen SC Riessersee-Stürmers Scott Bartlett, her und konnte bereits kurze Zeit später bestätigen, dass der Stürmer Matt D’Agostini von den St. Louis Blues und Rick DiPietro von den New York Islanders während des Lockouts zum SC Riessersee wechseln. Im November 2012 konnte man zudem den Ottawa-Senators-Stürmer Erik Condra verpflichten, welcher beim EV Füssen spielte, aber auf eigenen Wunsch Spielpraxis bei einem höherklassigen Verein sammeln wollte. Axel Kammerer wurde Anfang Januar 2013 von seinen Trainerpflichten entbunden, nachdem eine bis dato verhältnismäßig schlechte Saisonleistung erzielt worden war (9 Siege bei 22 Niederlagen). Da noch kein neuer Trainer verpflichtet werden konnte, wurde vorübergehend die Trainerstelle durch den ehemaligen Spieler und SC Riessersee-Trainer Marcus Bleicher übernommen. Nachdem Bleicher für zwei Spiele eingesprungen war, übernahm der ehemalige Hannover-Scorpions-Trainer Toni Krinner den Trainerposten.
Im Sommer 2013 feierte der SC Riessersee sein 90. Jubiläum. Am letzten August-Wochenende wurde deshalb der König Ludwig Weißbier-Cup ausgetragen. Teilnehmer waren neben dem SC Riessersee die Nürnberg Ice Tigers aus Nürnberg, der EHC Linz und der ESV Kaufbeuren. Die Saison 2013/14 verlief um einiges erfolgreicher als die vorherige, als der Verein Tabellenletzter der 2. Eishockey-Bundesliga wurde. So konnte schon Anfang Februar 2014 die Teilnahme an der Play-off-Runde gesichert werden. Die Verträge von Trainer Toni Krinner, Stürmertalent Maximilian Kastner und Mannschaftskapitän Tim Regan wurden noch während der Saison verlängert. Am Ende belegte der SC Riessersee in der Hauptrunde den 6. Platz. Im Playoff-Viertelfinale schied das Team gegen die Bietigheim Steelers aus.
Der SCR etablierte sich in der Saison Saison 2014/15 zunächst im Tabellen-Mittelfeld. Publikumsliebling Morten Lie musste allerdings bereits nach 16 Spielen seinen Spind räumen. Sein Nachfolger wurde David Brine, dessen Vertrag allerdings nach nur 63 Tagen ebenfalls gekündigt wurde. Unter Berufung darauf verließ Trainer Toni Krinner den Verein. Anschließend wurde bekannt, dass er  künftig beim Ligarivalen EV Landshut als Trainer arbeiten wollte. Die Nürnberg Ice Tigers stellten dem SC Riessersee ihren freigestellten Trainer Maurizio Mansi zur Verfügung. Die Art und Weise, wie Krinner den SC Riessersee verließ, bewog SCR-Manager Ralph Bader dazu, vom EV Landshut gerichtlich eine Ablöse zu fordern. Da sich der EV Landshut weigerte, erwirkte der SCR  eine einstweilige Verfügung gegen Krinner, welche ihm eine Tätigkeit dort untersagte, da Krinners Kündigung beim SCR unwirksam war. Einige Wochen später bezahlte der EV Landshut die geforderte Summe und der SC Riessersee löste den Vertrag mit Toni Krinner auf. Die Mannschaft qualifizierte sich nur für die Pre-Playoffs, in denen sie den Dresdner Eislöwen unterlag. Nach der Saison verließ u. a. Maximilian Kastner den SCR, er wechselte zum EHC Red Bull München in die DEL.
Die Spielzeiten 2015/16 und 2016/17 schloss der SCR jeweils als Tabellen-Neunter ab und schied in den Pre-Playoffs nach drei Spielen aus.

### Hauptrunden- und Vizemeister der DEL2, Rückzug in die Oberliga (seit 2017)
Ralph Bader wurde vom Geschäftsführer des Alleingesellschafter des SC Riessersee, der TAA Group, im März 2017 fristlos entlassen. Danach wurde der SCR neu organisiert. Tim Regan übernahm die neue Position als Sportdirektor. Der Alleingesellschafter Udo Weisenburger investierte bis 2018 nach eigenen Angaben etwa 1,5 Mio. Euro in die Spielbetriebs GmbH. Daher konnte zur Saison 2017/18 ein sehr gutes Team zusammengestellt werden, das die Hauptrunde gewann und letztlich Vizemeister der DEL2 wurde. Mitte Mai 2018 verkündete Weisenburger keine weitere Bewerbung für die DEL2 abzugeben, da der Schuldenberg der GmbH auf 600.000 Euro angewachsen sei und DEL2-Eishockey in Garmisch-Partenkirchen nicht zu finanzieren sei. Eine Woche darauf kam es doch zu einer fristgerechten Bewerbung für eine DEL2-Teilnahme. Diese Bewerbung scheiterte, da ein Gläubiger den angestrebten Schuldenschnitt nicht akzeptierte und dadurch gegen die Lizenzbestimmungen der DEL2 verstoßen wurde. Schließlich entschied der SCR, eine Lizenz für die Oberliga Süd zu beantragen, wozu allerdings eine erfolgreiche Planinsolvenz vonseiten des DEB gefordert wurde. Der Antrag zur Eröffnung des damit vierten Insolvenzverfahrens der GmbH wurde Mitte Juli eingereicht; einen Monat später wurde der Insolvenzplan akzeptiert, wodurch der SC Riessersee in der Saison 2018/19 an der Vorrunde der Oberliga Süd teilnehmen durfte. Allerdings musste der SCR sich im Anschluss an die Saison 2018/19, die er auf Platz vier abschloss, in der Verzahnungsrunde mit der Regionalliga Bayern für die Oberliga qualifizieren. Der SCR beendete diese auf dem ersten Platz und sicherte damit die Teilnahme an der kommenden Oberliga-Saison. In der Saison 2019/20 erreichte der SCR in der Hauptrunde den sechsten Platz, 2020/21 den fünften Platz, schied allerdings im Play-off-Viertelfinale mit 0:3 gegen den Höchstadter EC aus.
Im Sommer 2021 wurde bekannt gegeben, dass der SCR spätestens zur Saison 2023/24 und dem 100-jährigen Vereinsjubiläum wieder in die DEL2 aufsteigen wolle. Für die Saison 2021/22 wurde Pat Cortina vom DEL-Vizemeister Grizzlys Wolfsburg verpflichtet. Trotzdem erreichte der Club nur den siebten Platz in der Hauptrunde und musste sich über die Pre-Playoffs qualifizieren. Dies gelang mit einem 2:0 gegen den EV Füssen, im Playoff-Viertelfinale schied er gegen die Hannover Scorpions mit 1:3 aus. Mitte 2022 gab der Verein den Plan eines kurzfristigen Aufstiegs auf; Trainer Pat Cortina übernahm zusätzlich das Amt des Sportlichen Leiters. In der anschließenden Saison erreichte man Platz 4 der Hauptrunde und das Play-off-Viertelfinale. In der Saison 2023/24 belegte der Club Platz 5 der Hauptrunde, schied aber im Play-off-Achtelfinale gegen die Hannover Indians aus.

### Erfolge
- Zehnfacher Deutscher Meister
- 3. Platz Europapokal 1982
- 15-facher Deutscher Vizemeister (Rekord)
- 10× Dritter der Deutschen Meisterschaft
- Meister Oberliga Süd (1. Liga) 1952, 1957, 1958
- Meister Gruppe D (DM-Endrunde) 1942
- Süddeutscher Meister 1948, 1952, 1957, 1958
- Süddeutscher Vizemeister 1951
- Meister 1. Eishockey-Liga Süd 1995
- Deutscher DEV-Pokalsieger 1965, 1966
- Deutscher Pokalfinalist 1968, 1969
- Deutscher Zweitliga-Meister 1968
- DEL2 Hauptrundensieger 2018
- Deutscher Zweitliga-Vizemeister 2003, 2018
- Alpencup-Gewinner 1997
- Deutscher Oberliga-Meister 2011
- 17-facher Bayerischer Meister / 2. Liga (Rekord)
- 5-facher Bayerischer Vizemeister (2. Liga)
- Meister Bezirksliga Süd (1b) 2003

## Mannschaft
Unter dem Lemma SC Riessersee/Kaderhistorie finden sich die Kader der vergangenen Jahre.

### Frauen
Gegründet wurde das Team 1986 als TuS Geretsried, bis 1991 spielte der Verein in der Landesliga Bayern und erreichte in der Saison 1990/91 den Aufstieg in die Bundesliga. Die Mannschaft qualifizierte sich bis 2000 als Moskitos-Geretsried in jedem Jahr für die Teilnahme an der deutschen Meisterschaft, die sie in der Saison 1993/94 zum ersten und bisher einzigen Mal gewinnen konnte. 1999 und 2000 wurde man jeweils Vizemeister.
2001 zog die Mannschaft nach Garmisch-Partenkirchen um und musste deshalb außer Konkurrenz in der Bundesliga spielen. 2002 folgte der Zwangsabstieg in die Bayernliga, aus der man nach nur einer Spielzeit wieder in die Bundesliga zurückkehren konnte. Die Frauenmannschaft wurde zwischen 2001 und 2010 vom Stammverein SC Riessersee organisiert und wurde im Mai 2010 in den eigenständigen Verein SC Garmisch-Partenkirchen ausgelagert. Die Mannschaft spielte bis 2015 in der Eishockey-Bundesliga, zog sich aber während der 
Saison 2015/16 vom Spielbetrieb zurück.

### Amateure
| Saison  | Liga        | Platzierung |
| ------- | ----------- | ----------- |
| 2010/11 | Bezirksliga | 5. Platz    |
| 2011/12 | Bezirksliga | 3. Platz    |
| 2012/13 | Bezirksliga | 2. Platz    |
| 2013/14 | Landesliga  | 13. Platz   |
| 2014/15 | Landesliga  | 14. Platz   |

Quelle: bev-eissport.de
Nachdem die seit der Saison 2001/02 wieder existierende Mannschaft zur Saison 2004/05 nicht mehr gemeldet worden war, wurde sie zur Saison 2009/10 wieder vom SCR für die – sechstklassige – Bezirksliga Bayern gemeldet. Nach der Saison 2014/15, die der SC Riessersee als Tabellenletzter der Landesliga abgeschlossen hatte, wurde die 1b-Mannschaft vom Spielbetrieb abgemeldet. Die Spieler wechselten größtenteils zum TSV Farchant.

### Nachwuchs
Die Jugendmannschaft des SC Riessersee war Gründungsmitglied der Deutschen Nachwuchsliga, welche sie im Premierenjahr 2000 zum ersten und bisher einzigen Mal gewinnen konnte. Nach der Saison 2010/11 stieg die Mannschaft allerdings in die DNL2 ab. Die Schülermannschaft nimmt an der Bayernliga teil, während Knabenmannschaft sowie die Klein- und Kleinstschüler in der jeweiligen Leistungsklasse A spielen.
- Deutscher Meister DNL 2001
- Deutscher Junioren-Meister 1980, 1999
- Deutscher Jugend-Meister 1980, 1996, 2000
- Deutscher Schüler-Meister 1983, 1987, 1994

## Spieler und Spielerinnen

### Mitglieder der Hockey Hall of Fame Deutschland

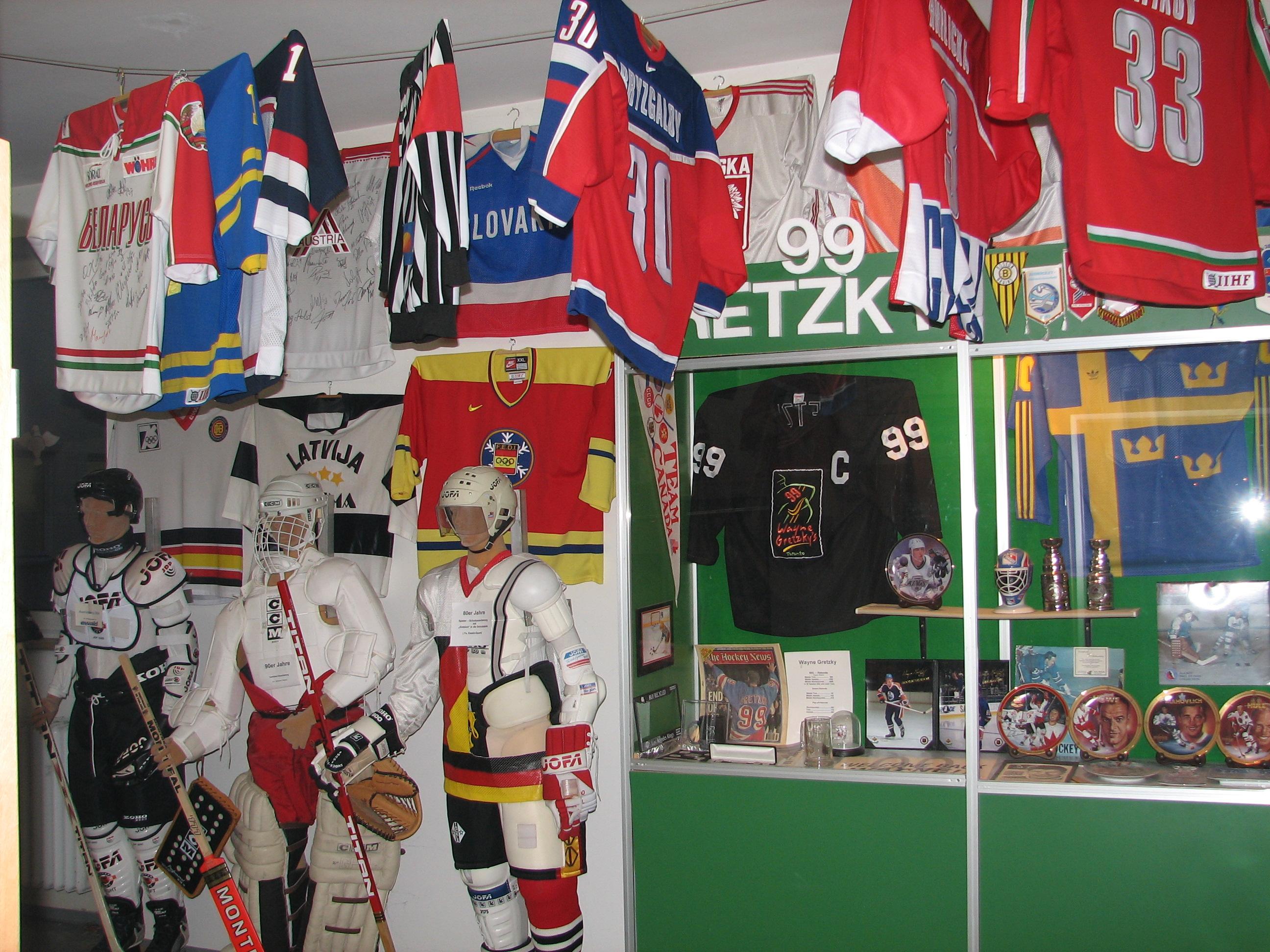
Innenraum des deutschen Eishockeymuseums in Augsburg

In die „Hall of Fame“ des deutschen Eishockeymuseums werden Persönlichkeiten aufgenommen, die sich um den Eishockeysport in Deutschland verdient gemacht haben. Von den aufgenommenen Akteuren wirkten beim SC Riessersee:
| - Ignaz Berndaner - Anton Biersack - Christina Fellner - Lorenz Funk - Jozef Golonka - Josef „Peppi“ Heiß - Martin Hinterstocker | - Georg Holzmann - Ernst Höfner - Gustav Jaenecke - Gerhard Kießling - Udo Kießling - Hans Rampf | - Franz Reindl - Jürgen Rumrich - Martin Schröttle - Marquard Slevogt - Hans Zach - Joachim Ziesche |

### Weitere bedeutende (ehemalige) Spieler
- Murray Heatley
- Stefan Schauer
- Josef Lehner
- Robert Sterflinger
- Anton Hofherr
- Michael Hobelsberger

### Trainer in der Hockey Hall of Fame Deutschland
- Ján Starší

### Teilnahmen von Spielern am ESBG All-Star Game
Das ESBG All-Star Game fand 2006 bis 2008 statt und vereinte die besten Spieler der 2. Bundes- und Oberliga.
| Teilnahmen am All-Star-Game während der Teamzugehörigkeit |             |                  |                       |
| Name                                                      | Position    | Teilnahme(n)     | Team                  |
| Mark McArthur                                             | Torwart     | 2006, 2007, 2008 | Team United Nations   |
| Jade Galbraith                                            | Stürmer     | 2007             | Team United Nations   |
| Andreas Brockmann                                         | Trainer     | 2007             | Team Schwarz-Rot-Gold |
| Mats Lindmark                                             | Verteidiger | 2008             | Team Schwarz-Rot-Gold |
| Marcus Bleicher                                           | Trainer     | 2008             | Team Schwarz-Rot-Gold |

## Trainer seit 1975
| Saison            | Trainer                         |
| ----------------- | ------------------------------- |
| seit 2023         | Hunor Marton                    |
| 2021–2023         | Pat Cortina                     |
| 2018–2021         | George Kink                     |
| 2017–2018         | Toni Söderholm                  |
| 04/2015–2017      | Tim Regan                       |
| 01/2015 – 04/2015 | Maurizio Mansi                  |
| 01/2013 – 01/2015 | Toni Krinner                    |
| 01/2013           | Marcus Bleicher Interimstrainer |
| 05/2012 – 01/2013 | Axel Kammerer                   |
| 08/2011 – 04/2012 | Zdeněk Trávníček                |
| 06/2010 – 08/2011 | Marcus Bleicher                 |
| 04/2009 – 06/2010 | Maurizio Mansi                  |
| 10/2008 – 04/2009 | Gerhard Brunner                 |
| 08/2008 – 10/2008 | Kim Collins                     |
| 08/2007 – 03/2008 | Marcus Bleicher                 |
| 10/2005 – 04/2007 | Andreas Brockmann               |

| Saison            | Trainer                                    |
| ----------------- | ------------------------------------------ |
| 2004 – 10/2005    | Georg Holzmann                             |
| 11/2003 – 03/2004 | Peter Gailer                               |
| 10/2003 – 12/2003 | Douglas Bradley                            |
| 01/2002 – 09/2003 | Peter Gailer                               |
| 04/2000 – 12/2001 | Peter Kathan senior                        |
| 02/2000 – 03/2000 | Jozef Golonka                              |
| 12/1999 – 01/2000 | Doug McKay                                 |
| 05/1998 – 12/1999 | Ron Chyzowski                              |
| 1997–1998         | Ernst Höfner                               |
| 1996–1997         | Berthold Hartelt anschließend Ernst Höfner |
| 1995–1996         | Peter Anholt anschließend Georg Kink       |

| Saison         | Trainer                                         |
| -------------- | ----------------------------------------------- |
| 1994–1995      | Georg Kink                                      |
| 1992–1993      | Joachim Ziesche                                 |
| 1991–1992      | Günther Loher                                   |
| 1990–1991      | Franz Reindl                                    |
| 1988–1989      | Franz Reindl                                    |
| 1987–1988      | Vladimír Dzurilla anschließend Gerhard Kießling |
| 1985–1987      | Peter Ustorf anschließend Vladimír Dzurilla     |
| 11/1983 – 1985 | Jan Eysselt                                     |
| 1982–1983      | Jozef Golonka                                   |
| 1979–1982      | Ján Starší                                      |
| 1975–1979      | Jozef Golonka                                   |

## Stadion und Fans

### Spielstätte
Bis 1936 trug der Verein seine Spiele auf dem zugefrorenen Rießersee aus. Das Olympia-Eisstadion wurde für die Olympischen Winterspiele 1936 in Garmisch-Partenkirchen errichtet. Das heutige Eissport-Zentrum umfasst neben dem Olympia-Eisstadion eine zweite Halle mit Eisfläche und einer 670 Zuschauer fassenden Tribüne, zudem gibt es eine Curling-Halle mit drei Bahnen sowie eine Eisfläche im Freien mit einem Spielfeld für die Eisstockschützen.
Der Bau des von Hanns Ostler und Theo Pabst (Eisanlage) entworfenen Hauptstadions des Zentrums wurde bereits 1934 nach nur 106 Arbeitstagen abgeschlossen, sodass das reine Freiluftstadion mit einer Kapazität von 7000 Zuschauern zu den Olympischen Spielen 1936 vollständig funktionsbereit war. Schon 1939 wurde die Arena nochmals modernisiert und ausgebaut.
Die vollständige Überdachung des Stadions erfolgte erst im Jahr 1964 nach einem Entwurf von Franz Hart durch die Unternehmen Frisch/Krupp-Altlach. Zu den damaligen Umbauarbeiten gehörte zudem der Umbau der Tribünen, sodass die maximale Kapazität ab 1964 10.500 Plätze betrug.
Seit dem letzten Umbau im Jahr 1994, bei dem die komplette Südtribüne, die vormals aus Stehplätzen bestand, in eine Sitztribüne umgewandelt wurde, finden 6.929 Zuschauer in dem Stadion Platz.

### Zuschauerzahlen
| Saison  | Liga    | Spiele Hauptrunde | Zuschauer Ø Hauptrunde | Spiele PO/PD | Zuschauer Ø PO/PD       | Zuschauer Gesamt | Zuschauer Ø Gesamt |
| ------- | ------- | ----------------- | ---------------------- | ------------ | ----------------------- | ---------------- | ------------------ |
| 2019/20 | OL      | 25                | 1.445                  | –            | –                       | 36.125           | 1.445              |
| 2018/19 | OL/BYL  | 16                | 1.382                  | 9            | 1.401                   | 34.721           | 1.389              |
| 2017/18 | DEL2    | 26                | 2.359                  | 10           | 3.447                   | 95.822           | 2.661              |
| 2016/17 | DEL2    | 26                | 1.892                  | 1            | 2.226                   | 51.469           | 1.906              |
| 2015/16 | DEL2    | 26                | 1.853                  | 1            | 4.252 (Pre-Playoffs)    | 52.430           | 1.942              |
| 2014/15 | DEL2    | 26                | 1.874                  | 2            | 2.148 (Pre-Playoffs)    | 53.020           | 1.894              |
| 2013/14 | DEL2    | 27                | 1.826                  | 2            | 2.134 (Playoffs)        | 53.585           | 1.478              |
| 2012/13 | 2. BL   | 24                | 1.421                  | –            | nicht ausgetragen       | 34.104           | 1.421              |
| 2011/12 | 2. BL   | 24                | 1.526                  | 4            | 1.662 (Abstiegsrunde)   | 43.272           | 1.545              |
| 2010/11 | OL      | 22                | 1.490                  | 8            | 1.866 (inkl. OL-Süd PO) | 47.708           | 1.590              |
| 2009/10 | 2. BL   | 26                | 1.940                  | 1            | 1.578 (Playoffs)        | 52.018           | 1.927              |
| 2008/09 | 2. BL   | 24                | 1.926                  | 3            | 1.727 (Playoffs)        | 51.405           | 1.904              |
| 2007/08 | 2. BL   | 26                | 2.017                  | 3            | 3.410 (Playoffs)        | 62.672           | 2.161              |
| 2006/07 | OL      | 24                | 2.275                  | 5            | 3.139                   | 70.297           | 2.424              |
| 2005/06 | OL      | 26                | 1.307                  | 1            | 1.425                   | 35.422           | 1.311              |
| 2004/05 | OL      | 24                | 1.444                  | –            | –                       | 34.671           | 1.444              |
| 2003/04 | 2. BL   |                   | 1.694                  |              |                         |                  | 1.694              |
| 2002/03 | 2. BL   | 28                | 2.444                  | 7            | 4.044                   | 96.771           | 2.764              |
| 2001/02 | 2. BL   | 26                | 1.435                  | 5            | 1.363                   | 44.146           | 1.424              |
| 2000/01 | 2. BL   | 22                | 1.658                  | 2            | 4.227                   | 44.936           | 1.872              |
| 1999/00 | 2. BL   | 26                | 1.475                  | –            | –                       | 38.374           | 1.475              |
| 1998/99 | 2. BL   | 29                | 1.807                  | 1            | 1.833                   | 54.247           | 1.808              |
| 1997/98 | 1. Liga | 15                | 1.746                  | 13           | 1.898                   | 50.881           | 1.817              |
| 1996/97 | 1. Liga |                   |                        |              |                         |                  | 1.644              |
| 1995/96 | DEL     | 25                | 2.832                  | 2            | 1.810                   | 74.420           | 2.756              |
| 1986/87 | 2. BL   |                   |                        |              |                         |                  | 2.122              |
| 1985/86 | 1. BL   |                   |                        |              |                         |                  | 1.842              |
| 1984/85 | 1. BL   |                   |                        |              |                         |                  | 1.949              |
| 1982/83 | 1. BL   |                   |                        |              |                         |                  | 2.070              |
| 1981/82 | 1. BL   |                   |                        |              |                         |                  | 2.800              |

Quelle: pointstreak.com; ab Saison 2015/16 Quelle: DEL-2.org

### Sonstiges
Ende Dezember 2019 und Ende Januar 2023 führte der SC Riessersee einen sogenannten Teddy Bear Toss durch, bei dem Fans Plüschtiere auf die Eisfläche werfen. Alle Kuscheltiere wurden im Anschluss an eine Hilfsorganisation gespendet.

## Bob- und Schlittenabteilung
Der SC Riessersee war der Heimatverein zahlreicher erfolgreicher Bobpiloten.
| - Hanns Kilian 5-facher Deutscher Meister (zwischen 1930 und 1949) - Hans Winkler Deutscher Meister 1949 - Anderl Ostler 7-facher Deutscher Meister (1950 bis 1954), Doppelweltmeister 1951, Doppel-Olympiasieger 1952 - Hans Rösch Weltmeister im Viererbob 1958, zweimaliger Vizeweltmeister und viermaliger Deutscher Meister - Franz Wörmann zweifacher Deutscher Meister im Viererbob (1965, 1967), Deutscher Meister im Zweierbob 1963 | - Horst Floth mit Bremser Pepi Bader Weltmeister (1970), Europameister (1972) sowie zweifacher Bronzemedaillengewinner (1968, 1972) bei Olympischen Spielen; Deutscher Meister (1967, 1970) - Helmut van den Ende Deutscher Meister 1971 und 1973 - Toni Mangold Deutscher Meister 1978 und 1980 - Michael Sperr Deutscher Meister 1988 - Björn Kierspel Naturbahnrodler |

## Curlingabteilung
Zu der Curlingabteilung gehören Spielerinnen wie:
- Andrea Schöpp, Weltmeisterin, Europameisterin, Siegerin des Demonstrationswettbewerbs der Olympischen Winterspiele 1992 in Albertville
- Monika Wagner, Weltmeisterin, Europameisterin, Siegerin des Demonstrationswettbewerbs der Olympischen Winterspiele 1992 in Albertville
- Stella Heiß, Weltmeisterin, Europameisterin, Olympiateilnehmerin Olympische Winterspiele 2010 in Vancouver